# Tevita Tatafu (rugby à XV, 2002)
Pour les articles homonymes, voir Tatafu.
Ne doit pas être confondu avec Tevita Tatafu (rugby à XV, 1996).
Pas d'image ? Cliquez ici

a Compétitions nationales et continentales officielles uniquement.

b Matchs officiels uniquement.
Dernière mise à jour le 2 août 2025.
Tevita Tatafu, né le 13 octobre 2002 à Nukuʻalofa (Tonga), est un joueur international français de nationalité tongienne de rugby à XV évoluant au poste de pilier droit avec l'Aviron bayonnais en Top 14.
Son oncle Toma'akino Taufa est également un joueur de rugby à XV.

## Biographie

### Jeunesse et formation
Tevita Tatafu naît le 13 octobre 2002 à Nukuʻalofa aux Tonga,. Il est le neveu de Toma'akino Taufa qui est aussi un joueur de rugby à XV.
Il commence lui aussi le rugby à XV au sein de l'EUA High School. Par la suite, il rejoint le Apifo'ou College (en) sur l'île de Tongatapu.
Sur les conseils de son oncle Toma'akino Taufa, qui évolue à l'Aviron bayonnais, il le rejoint à l'automne 2019 alors âgé de dix-sept ans. À son arrivée en France, il ne parle pas le français et comprend à peine l'anglais. Il s'entraîne avec les espoirs mais ne peut pas jouer avec eux car il n'a pas encore dix-huit ans. Jouant tout d'abord au poste de pilier gauche, il est déplacé à droite de la mêlée à cause de la présence de Matis Perchaud dans l'effectif qui évolue à la même position.

### Début de carrière professionnelle à l'Aviron bayonnais (2021-2023)
En février 2021, alors que Tevita Tatafu évolue avec les espoirs du club, et qu'il est âgé de dix-huit ans depuis à peine quelques mois, il est retenu pour la première fois par l'entraîneur Yannick Bru, à cause de blessures dans l'effectif senior, pour une rencontre de Top 14 face au CA Brive où il est placé sur le banc des remplaçants. Durant ce match, il remplace Sam Nixon en milieu de seconde période et participe à la victoire 26 à 23 des siens. Il dispute trois autres rencontres, toujours dans le rôle de remplaçant, lors de cette saison où l'Aviron bayonnais est relégué en Pro D2. De plus, en fin de saison, il voit son contrat être prolongé jusqu'en 2024 avec son club.
La saison suivante, il est peu utilisé lors de la première partie de saison mais connaît la première titularisation de sa carrière face à l'US Carcassonne à l'occasion de la douzième journée de Pro D2. Par la suite, à partir de la quinzième journée jusqu'à la vingt-cinquième, il connaît huit titularisations sur les neuf matchs qu'il dispute pendant cette période. Cependant, il subit une rupture au ligament latéral interne du genou lors de cette dernière journée début avril 2022. Toutefois, il fait son retour à temps pour disputer les phases finales de Pro D2, à partir de fin mai, où il est titulaire et participe au succès des siens qui remportent le championnat et sont donc promus en Top 14 pour la saison suivante,,. Au total, il a disputé quatorze rencontres, dont onze en tant que titulaire durant cette saison.
Pendant l'été 2022, il signe une prolongation de contrat le liant désormais jusqu'en 2026 avec l'Aviron bayonnais,. De retour en Top 14 avec son club, il est aligné en tant que remplaçant pour la première journée de la saison contre le RC Toulon. La semaine suivante, il est titularisé pour la première fois en Top 14 à domicile contre le Racing 92. En décembre suivant, il fait ses débuts en Challenge Cup face au Benetton Trévise. Au mois de janvier 2023, il subit une blessure face à l'Union Bordeaux Bègles qui le force à sortir au bout de vingt-six minutes de jeu, cette dernière l'éloigne des terrains pour plusieurs mois,. Il fait son retour en avril et dispute quatre des six derniers matchs de la saison de Top 14, au total il joue neuf rencontres dont cinq en tant que titulaire toutes compétitions confondues au fil de la saison, subissant notamment la concurrence de Pascal Cotet et Pieter Scholtz.

### Titulaire avec l'Aviron bayonnais et première cape en équipe de France (depuis 2023)
Au cours du mois de septembre 2023, Tevita Tatafu est invité par les Barbarians afin de jouer une rencontre contre le Munster lors de la trêve due à la Coupe du monde 2023. En parallèle, en début de saison 2023-2024, il voit son statut changer et enchaîne les rencontres avec son club, il dispute notamment les neuf premières journées de Top 14, dont sept en tant que titulaire, et est l'auteur de bonnes performances. Si bien qu'en vertu de son statut de JIFF, il commence à être cité comme étant le potentiel futur de l'équipe de France à son poste,,, mais il ne peut être sélectionnable qu'à partir de novembre 2024 lorsqu'il aura atteint cinq ans de résidence en France. En décembre, il dispute son premier match de Champions Cup, ainsi que le premier de l'histoire de son club également, il est l'auteur d'une très bonne performance lors du match nul historique obtenu sur la pelouse du Munster. Sur cette première partie de saison, il s'est donc imposé comme le titulaire de son club au poste de pilier droit, après avoir obtenu la confiance de son entraîneur Grégory Patat, en devançant Pascal Cotet, Pieter Scholtz, ainsi que le nouvel arrivant Luke Tagi,. Lors de la seconde partie de saison, il garde son rôle de titulaire, ne manquant qu'une seule rencontre de Top 14 tout en réalisant de très bonnes performances, et inscrit le premier essai de sa carrière contre le Stade rochelais,. À l'issue de la saison, en juin, il est convoqué en équipe de France pour un stage de préparation à la tournée estivale. Toutefois, n'étant pas encore éligible pour jouer avec le XV de France, il n'est pas retenu pour la tournée,. Durant l'été 2024, il attire les convoitises de plusieurs clubs de Top 14 mais est toujours sous contrat avec l'Aviron bayonnais.
Pendant l'été et le début de saison 2024-2025, il perd dix-huit kilos afin de pouvoir postuler à l'équipe de France. Finalement, au mois d'octobre, étant désormais éligible pour une sélection avec le XV de France, il est convoqué pour les tests d'automne. Pour le premier match contre le Japon, la sélection de son homonyme Tevita Tatafu, il est directement titularisé au poste de pilier droit et fait donc ses débuts internationaux durant une large victoire 52 à 12,. Titularisé pour le match contre la Nouvelle-Zélande, il est forcé de sortir rapidement du terrain à la suite d'une blessure et est forfait jusqu'à la fin de l'année. Il fait son retour sur les terrains en janvier et signe une prolongation de contrat le liant désormais jusqu'en 2030 avec l'Aviron bayonnais, alors que l'Union Bordeaux Bègles de son ancien entraîneur Yannick Bru a tenté de le recruter durant la première partie de saison. Le 1er février, il est convoqué en équipe de France en préparation de la deuxième journée du Tournoi des Six Nations 2025 mais ayant des douleurs au genou il n'est pas aligné,. Quelques jours plus tard, il est annoncé que l'Union Bordeaux Bègles, avec qui il avait signé un précontrat pour la saison prochaine, décide de le poursuivre en justice à la suite de sa prolongation avec l'Aviron bayonnais, afin d'être dédommagé financièrement. Par la suite, ayant toujours des pépins physiques, il ne rejoue que début mars en club. Mi-mai, il se blesse à nouveau contre le RC Vannes et est forfait pour la fin de saison ainsi que pour la tournée d'été du XV de France. Perturbé par les blessures, il dispute quatorze matchs, dont dix comme titulaire, pour deux essais inscrits avec son club.

## Statistiques

### En club
Tevita Tatafu joue soixante-neuf matchs avec l'Aviron bayonnais, cinquante en Top 14, quatorze en Pro D2, deux en Challenge Cup et trois en Champions Cup.
| Saison                 | Club                   | Championnat | Championnat | Championnat | Compétitions de l'EPCR                               | Compétitions de l'EPCR                               | Compétitions de l'EPCR                               |
| Saison                 | Club                   | Compétition | Matchs      | Essais      | Compétition                                          | Matchs                                               | Essais                                               |
| ---------------------- | ---------------------- | ----------- | ----------- | ----------- | ---------------------------------------------------- | ---------------------------------------------------- | ---------------------------------------------------- |
| 2020-2021              | Aviron bayonnais       | Top 14      | 4           | -           | Challenge européen                                   | -                                                    | -                                                    |
| 2021-2022              | Aviron bayonnais       | Pro D2      | 14          | -           | Pas de qualification pour les compétitions de l'EPCR | Pas de qualification pour les compétitions de l'EPCR | Pas de qualification pour les compétitions de l'EPCR |
| 2022-2023              | Aviron bayonnais       | Top 14      | 8           | -           | Challenge Cup                                        | 1                                                    | -                                                    |
| 2023-2024              | Aviron bayonnais       | Top 14      | 25          | 2           | Champions Cup                                        | 3                                                    | -                                                    |
| 2024-2025              | Aviron bayonnais       | Top 14      | 13          | 2           | Challenge Cup                                        | 1                                                    | -                                                    |
| Total Aviron bayonnais | Total Aviron bayonnais | Top 14      | 50          | 4           | Compétitions EPCR                                    | 5                                                    | 0                                                    |
| Total Aviron bayonnais | Total Aviron bayonnais | Pro D2      | 14          | 0           | Compétitions EPCR                                    | 5                                                    | 0                                                    |

### En équipe nationale
Au 2 août 2025, Tevita Tatafu compte 2 capes en équipe de France, dont 2 en tant que titulaire, depuis le 9 novembre 2024 contre le Japon.
| Année | Compétition | Matchs | Points | Essais |
| ----- | ----------- | ------ | ------ | ------ |
| 2024  | Test matchs | 2      | -      | -      |
| Total | Total       | 2      | 0      | 0      |

## Palmarès
- Vainqueur de la Pro D2 en 2022 avec l'Aviron bayonnais.